# بوریس فیلچیکف
بوریس پاولویچ فیلچیکف (روسی: Борис Павлович Фильчиков) یک انیماتور، مهندس صدا و صداگذارِ پُرکارِ اهل روسیه بود. وی در نبرد جبهه شرقی (جنگ جهانی دوم) شرکت داشت و در سال ۱۹۸۷ به‌عنوان «فعال محترم فرهنگی جمهوری فدراتیو سوسیالیستی روسیه شوروی» انتخاب شد.
از فیلم‌ها یا مجموعه‌های تلویزیونی که وی در آن‌ها نقش داشته است، می‌توان به خارپشتی در مه و خرگوش و تفنگ اشاره نمود.